# Mực khổng lồ
Chi mực khổng lồ (Architeuthis), còn được gọi bằng nhiều cái tên không chính thức như mực ma có thể bao gồm tám loài, được công nhận là có chiều dài lên tới 13 mét (giống cái) hoặc 10 mét (giống đực) thường sống ở vùng đại dương sâu ở Bắc Đại Tây Dương và Bắc Thái Bình Dương từ bờ biển Méxicô qua Quần đảo Hawaii (Mỹ) tới Quần đảo Ogasawara (Nhật Bản). Nó có tám xúc tu ngắn và hai xúc tu dài với kích cỡ tối đa là 13 m (con cái) và 10 m (con đực). Chi này lớn chỉ sau giống mực Mesonychoteuthis hamiltoni khi mà các mẫu vật của giống này được cho là chưa trưởng thành mà con người thu thập được đã dài 14 m. Con cái thường dài hơn con đực khoảng 2 m. Có các báo cáo đã từng nhìn thấy những con mực dài đến 20 m nhưng chưa có tài liệu khoa học nào ghi nhận về một sinh vật sống lớn như thế còn tồn tại.

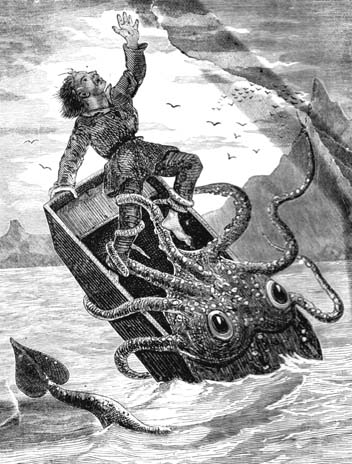
Tranh vẽ một chiếc thuyền và người trên đó bị mực khổng lồ tấn công

Những con mực khổng lồ này được cho là hung dữ và hay tấn công các động vật khác bao gồm cả ngư dân và tàu thuyền của họ. Do to lớn nên xúc tua của chúng rất khỏe và lực hút rất mạnh. Ngư dân ở Mexico thường chỉ cho thấy những vết gỗ bị vỡ trên thuyền của họ do bị mực khổng lồ hút bật ra.
Thiên địch của mực khổng lồ có thể là cá nhà táng (Physeter macrocephalus) do người ta đã phát hiện ra các bộ phận của mực khổng lồ trong dạ dày của loài cá này. Tuy nhiên, người ta cũng đã thấy thương tích có thể do xúc tu của mực khổng lồ trên da cá nhà táng.

## Hình ảnh

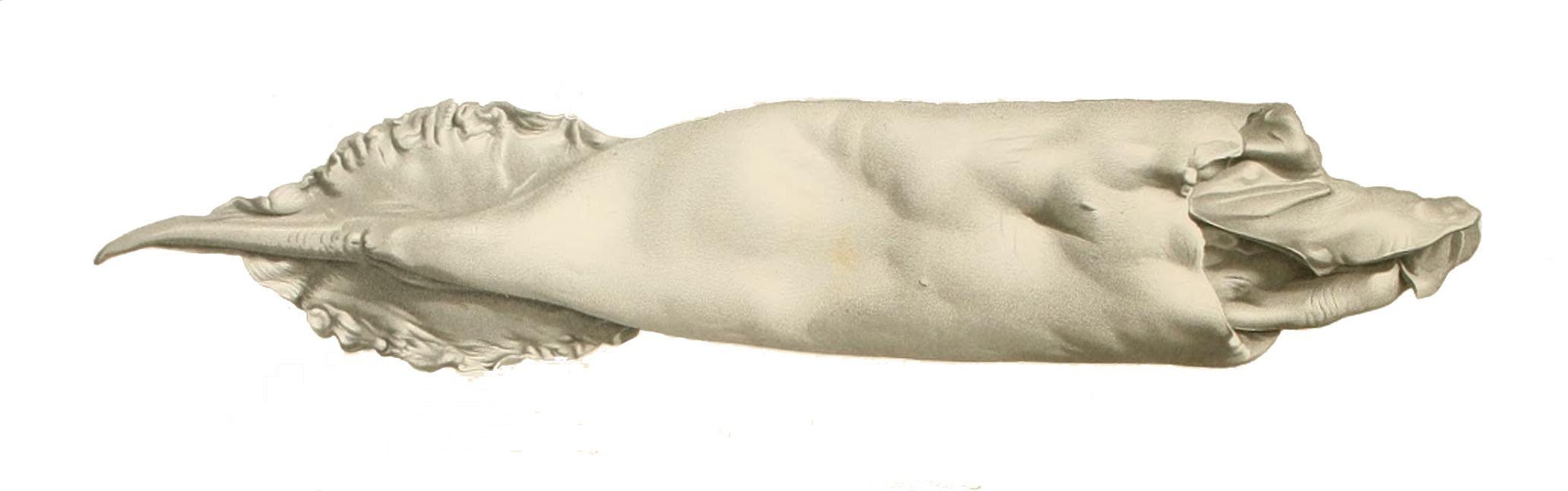
Architeuthis physeteris
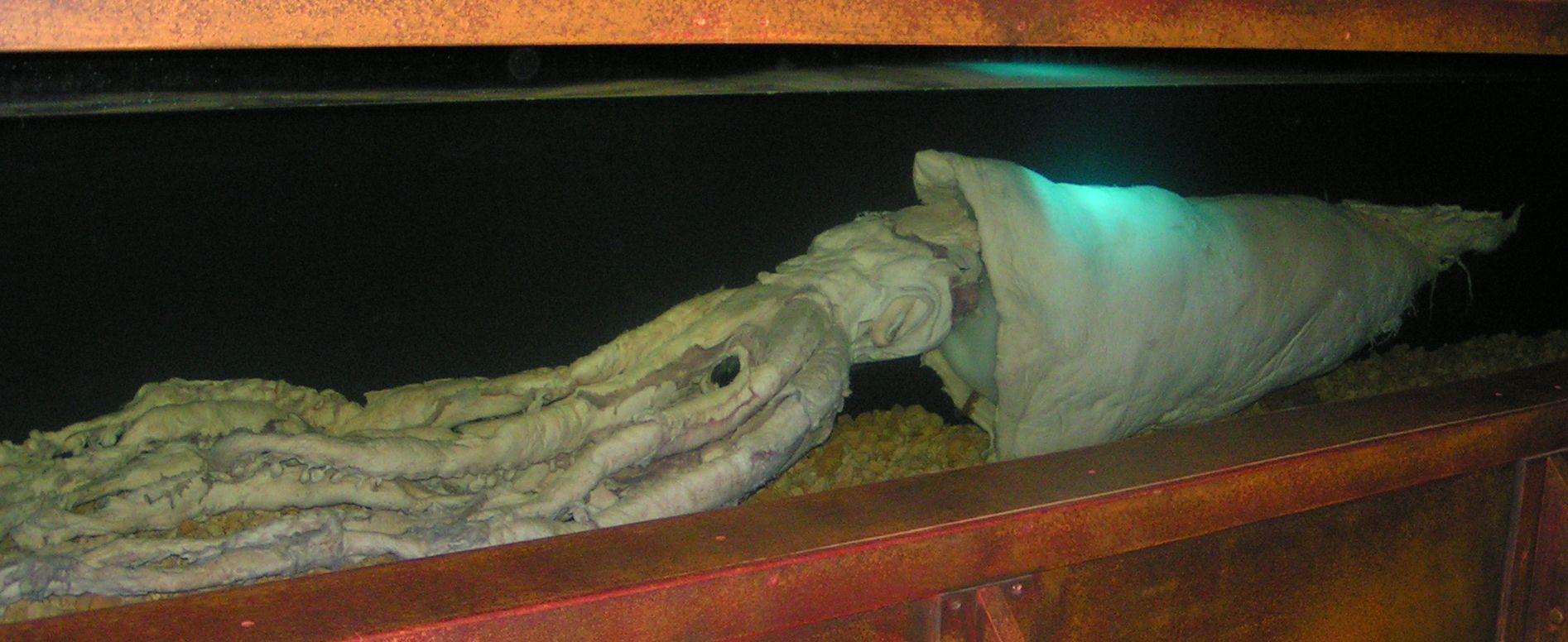
Architeuthis dux
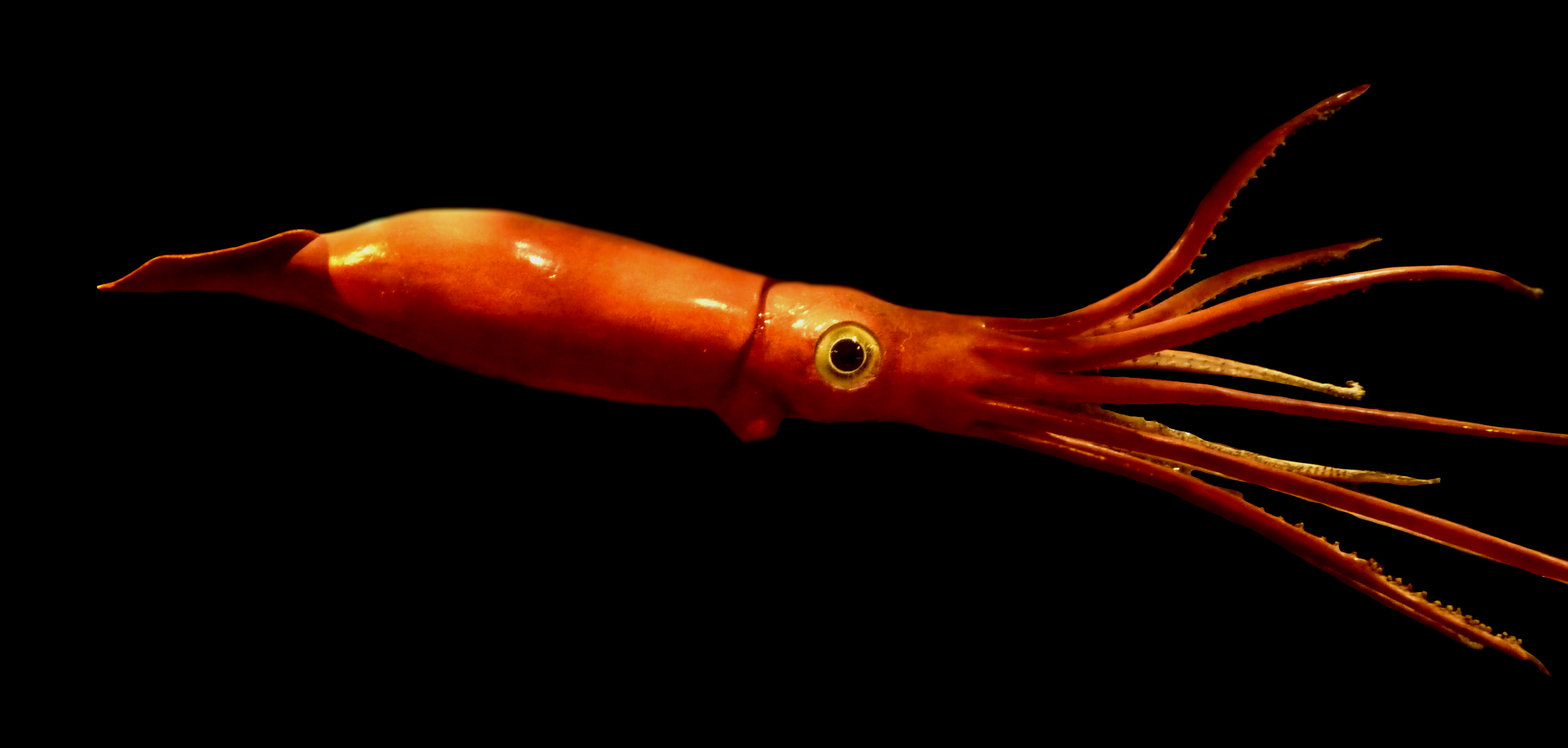
Architeuthis sanctipauli
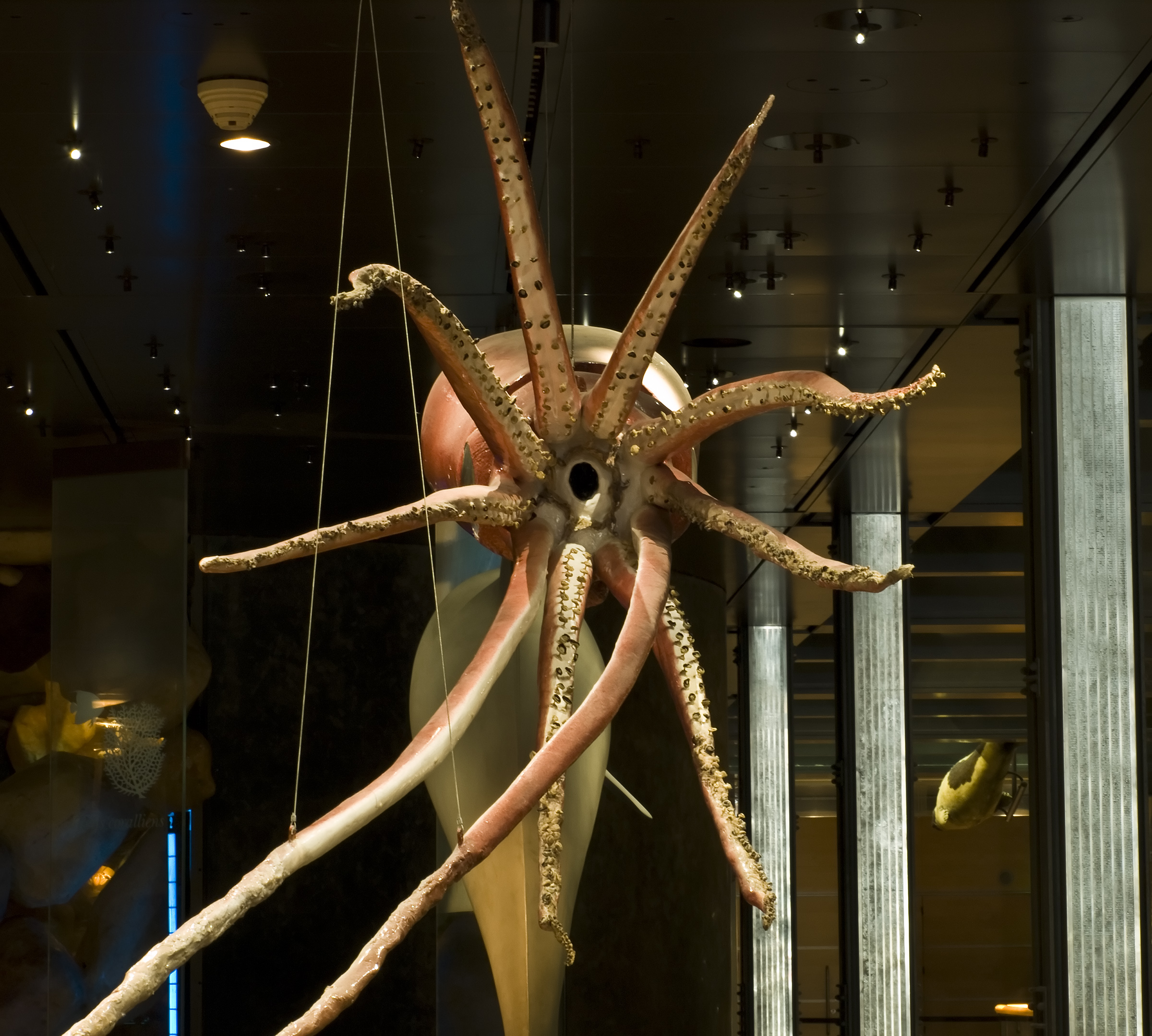
Architeuthis sanctipauli
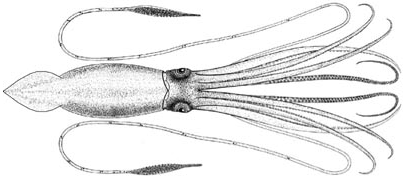
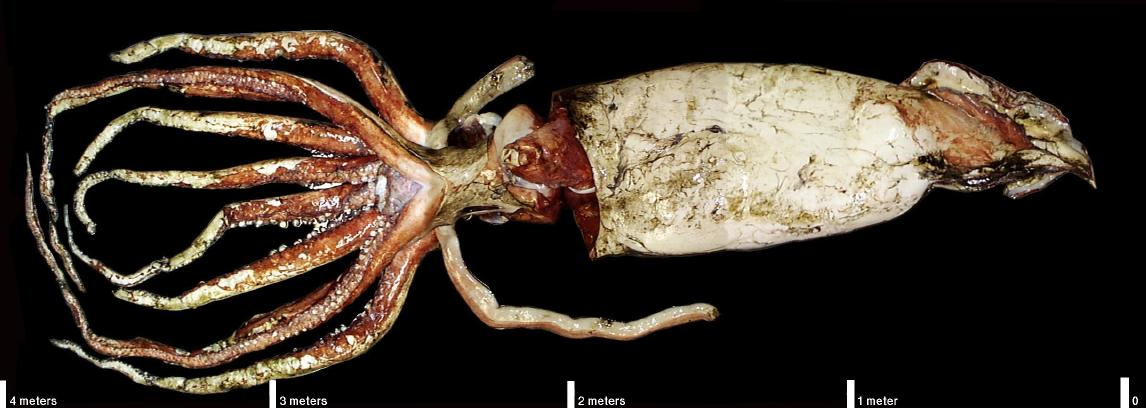
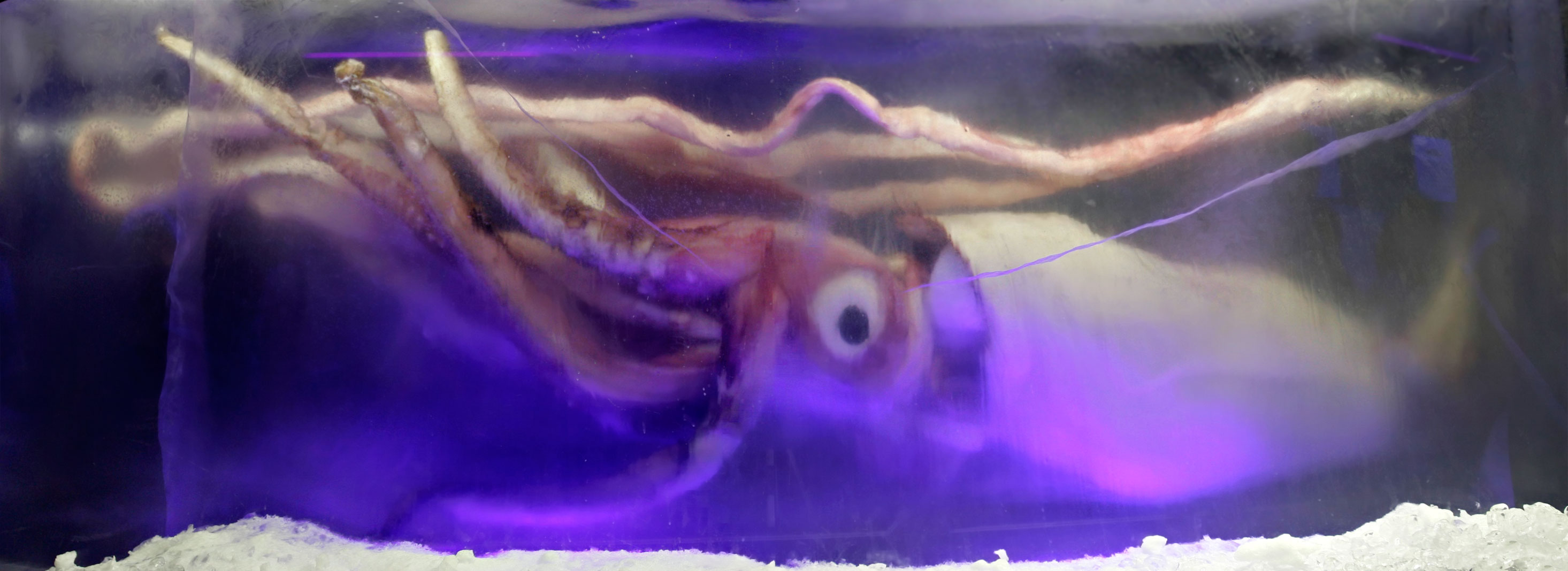
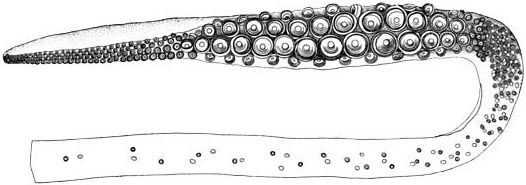